# Cannondale (Connecticut)
Cannondale es un lugar designado por el censo ubicado en el condado de Fairfield en el estado estadounidense de Connecticut.

## Geografía
Cannondale se encuentra ubicada en las coordenadas 41°12′59.35″N 73°25′31.44″O / 41.2164861, -73.4254000.